# Hugo-Schultz-Schule
Die Hugo-Schultz-Schule war eine städtische Realschule im Bochumer Stadtteil Dahlhausen.
In der Schule unterrichteten 2010 26 Lehrer 18 Klassen mit insgesamt 477 Schülern. Die Schule befand sich zusammen mit der Heinrich-Kämpchen-Schule und der Theodor-Körner-Schule im Schulzentrum Südwest in Dahlhausen.
Die Einrichtung wurde im Jahr 1941 als Mittelschule für Jungen gegründet (damals war der Standort die Blücherstraße in der Bochumer Innenstadt). Die Schule erhielt den Namen des langjährigen Direktors der Bochumer Bergschule, Hugo Schultz. 1943 wurde die Schule im Zuge der Evakuierung großer Teile der Bevölkerung infolge der Bombenangriffe auf das Ruhrgebiet im Zweiten Weltkrieg nach Pommern verlegt. Am 22. April 1947 wurde sie als sechsklassige Mittelschule für Jungen und Mädchen mit Standort an der Lewackerstraße in Linden wiedereröffnet. Im Jahr 1951 wurde die Schule von Mittelschule für Jungen und Mädchen in Realschule für Jungen und Mädchen umbenannt. Im Jahr 1985 zog die Schule von der Lewackerstraße in Linden in das Schulzentrum Südwest in Dahlhausen um.
Das Sprachangebot umfasste Englisch als Pflichtunterricht in den Klassen 5 bis 10, Französisch in der Klasse 6 (kann in den Klassen 7 bis 10 nach Wunsch als Hauptfach weitergeführt werden) und in den Klassen 9 und 10 auf Wunsch Spanisch.
Ferner verfügte die Schule über einen Schulsanitätsdienst, in welchem Schüler vom DRK angeleitet verletzte oder kranke Schüler in der Schule betreuen.
Die Hugo-Schultz-Schule wurde Ende Juni 2017 aufgrund rückläufiger Schülerzahlen geschlossen, um künftig den Schulbetrieb auf Gemeinschaftsschulen zu konzentrieren.